# Gabriela Manser
Gabriela Manser (* 1962) ist eine Schweizer Unternehmerin. Sie ist Geschäftsführerin, Verwaltungsratspräsidentin und Besitzerin der Firma Goba AG. Das bekannteste Produkt der Firma ist die Flauder-Limonade.

## Herkunft und Karriere
Mansers Grossvater legte den Grundstein für die heutige Goba AG. Ihre Eltern führten den Betrieb weiter. Gabriela Manser ist gelernte Kindergärtnerin, machte eine Ausbildung als Supervisorin und Teamberaterin und arbeitete als Schulleiterin. Bevor sie das elterliche Unternehmen übernahm, war sie Vorsteherin der Kindergärten in der Stadt St. Gallen.
Im Jahr 1999 übernahm Gabriela Manser von ihren Eltern den Familienbetrieb, die damalige «Mineralquelle Gontenbad AG», mit acht Mitarbeitenden. Heute beschäftigt das Unternehmen rund 60 Mitarbeitende.
Manser ist bekannt für Engagement und Eigenprofil. Sie und ihr Team erfanden das Kultgetränk Flauder, Getränke mit Quitten-Rhabarber-Geschmack, das mit Stevia gesüsste Goba Cola, den «Chalte Kafi» und den Bio-Eistee «Iisfee».
Mit dem Goba-Fonds «Für Wasser in der Welt» unterstützt Gabriela Manser Projekte zur Verbesserung der Wasserqualität. Sie setzt sich zudem dafür ein, mehr Frauen in Führungspositionen zu bringen.

## Ämter und Auszeichnungen
Seit Juni 2018 ist Gabriela Manser Präsidentin der Industrie- und Handelskammer Appenzell Innerrhoden und sitzt im Vorstand der Industrie- und Handelskammer (IHK) St. Gallen-Appenzell.
2005 wurde Manser mit dem Prix Veuve Clicquot ausgezeichnet, der Unternehmer für deren Engagement, Innovationsfreude und wirtschaftlichen Erfolg ehrt. 2007 war sie bei den Swiss Awards in der Kategorie Wirtschaft nominiert.